# Ląd (wieś)
Ląd – wieś w Polsce położona w województwie wielkopolskim, w powiecie słupeckim, w gminie Lądek, nad Wartą. Nazwy historyczne: Lenda, Lend.
W latach 1975–1998 miejscowość administracyjnie należała do województwa konińskiego. Mieści się w niej siedziba Wyższego Seminarium Duchownego Towarzystwa Salezjańskiego. Leży na trasie szlaku cysterskiego. Co roku w miejscowości odbywa się Festiwal Kultury Słowiańskiej i Cysterskiej.

## Historia

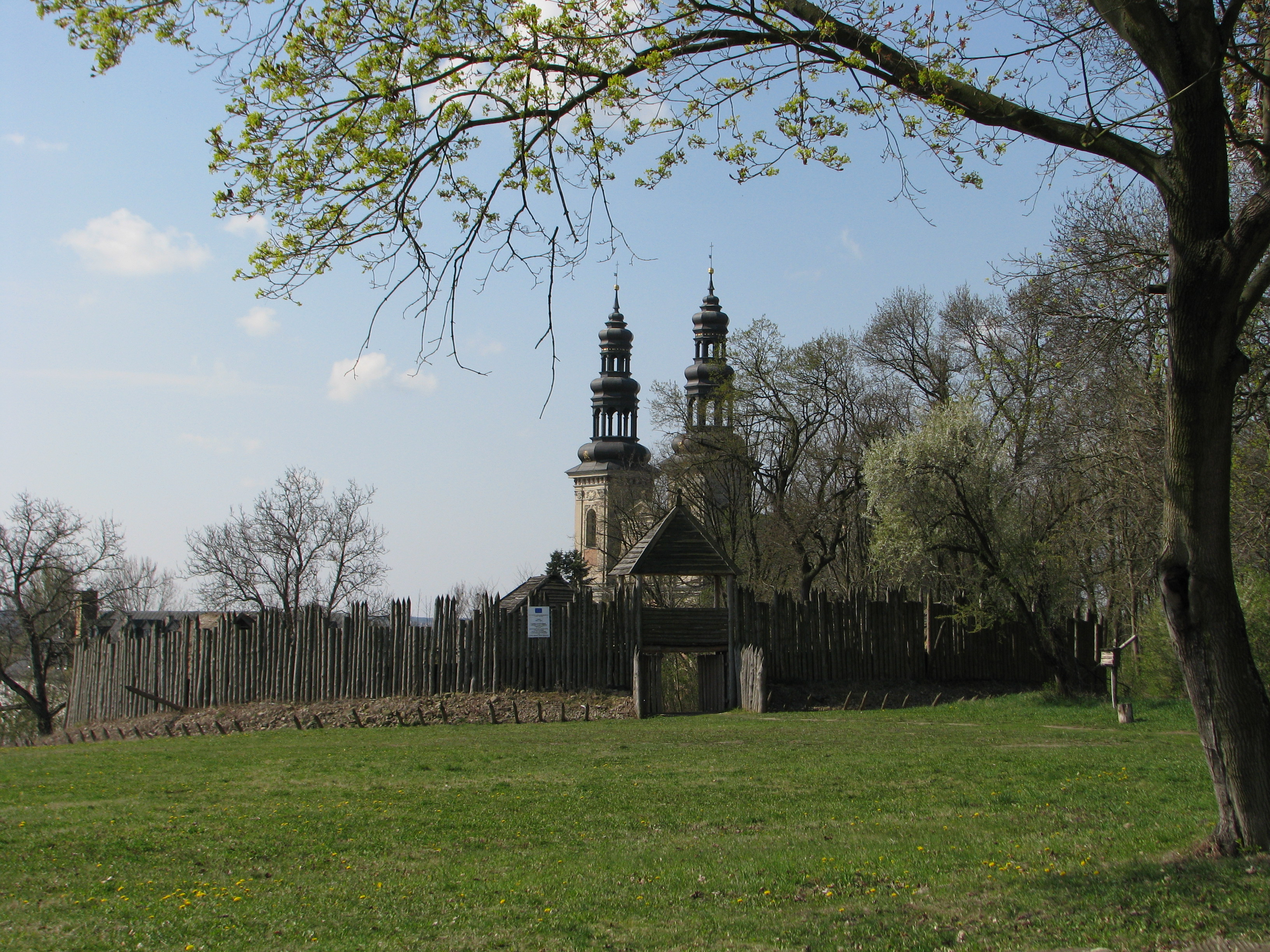
Gród słowiański w Lądzie nad Wartą

Pierwsza pisemna wzmianka o Lądzie pochodzi z 1136 roku. Od VIII do XIII wieku był tu gród strzegący przeprawy przez Wartę i kontrolujący szlak handlowy. Od XII do XVIII w. kasztelania (kasztelan lendzki albo lądzki). Miejscowość pod zlatynizowaną nazwą Lande wymieniona jest w łacińskich dokumentach z 1282 wydanym w Dłusku i w 1283 opublikowanym w Gnieźnie sygnowanych przez króla polskiego Przemysła II. Dokument wymienia kasztelana lądeckiego Bosatę we fragmencie „comite Bossata castelano Landensi”
W 1885 roku we wsi uruchomiono gorzelnię, a w 1910 roku - młyn. W latach międzywojennych wybudowano również most na Warcie. 
Podczas II wojny światowej we wsi znajdował się obóz pracy przymusowej dla Żydów.

## Zabytki
Do Krajowej Ewidencji Zabytków wpisane są następujące obiekty nieruchome:
- opactwo Cystersów w Lądzie – zespół klasztorny cystersów, obecnie salezjanów pod numerem rej.: 540/Wlkp/A z 27.05.1968 i z 30.11.2007. W skład zespołu zabytków wchodzi:
  - kościół pw. NMP i św. Mikołaja, XII/XIII, 1651–1689, 1728–1735,
  - klasztor, poł. XIV, XVII/XVIII, XX,
  - ogród klasztorny z podwórzem gosp., XIX–XX,
  - cmentarz zakonny, ob. park, 2 poł. XIX,
  - ogrodzenie ogrodu i cmentarza, mur z bramą 2 poł. XIX;

- zespół dworski w Lądzie z poł. XIX, wpisany do ewidencji pod numerem: 410/152 z 27.09.1988 r., w skład zespołu wchodzi:
  - dwór,
  - park.

## Imprezy kulturalne
- Ogólnopolski Festiwal Kultury Słowiańskiej i Cysterskiej w Lądzie nad Wartą[8]

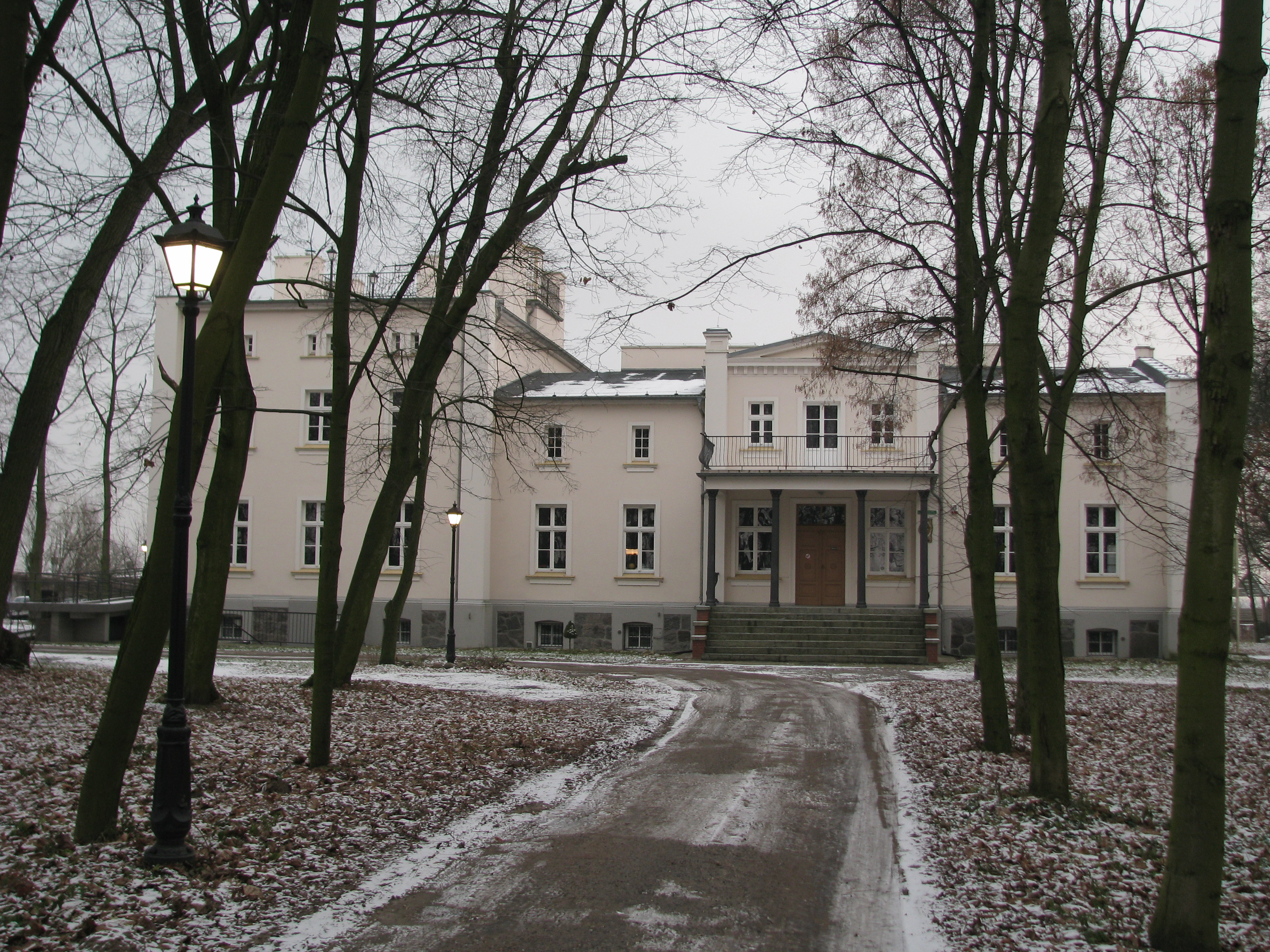
Dwór w Lądzie